# قطار شبانه به ونیز
قطار شبانه به ونیز (به انگلیسی: Night Train to Venice) فیلمی محصول سال ۱۹۹۵ و به کارگردانی کارول یو. کوئینترو است. در این فیلم بازیگرانی همچون هیو گرانت، مالکوم مک‌داول، ریچل رایس و کریستینا زودرباوم ایفای نقش کرده‌اند.